# أرناو سالا
أرناو سالا (بالإسبانية: Arnau Sala) هو لاعب كرة قدم ومدرب كرة قدم إسباني، ولد في 20 نوفمبر 1971 في سان فروكتوزو دي باجيس في إسبانيا. لعب مع نادي جيرونا ونادي قرطبة.

## وصلات خارجية
- أرناو سالا على موقع قاعدة بيانات كرة القدم.إي يو (الإنجليزية)